# Bizzarrini

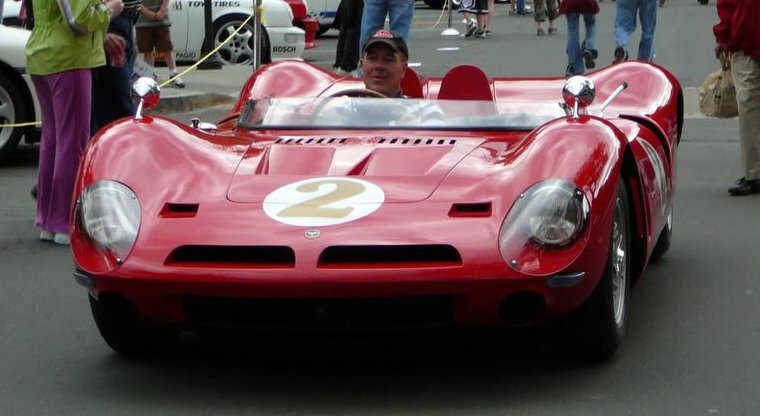
Bizzarini P538, 1967

Bizzarrini is een Italiaans merk van exclusieve sportwagens, opgericht in 1964 door Giotto Bizzarrini.
In 1949 ontwierp Giotto Bizzarrini reeds zijn eerste wagen, de Bizzarrini 500 op basis van een Fiat 500. Na zijn studies deed hij als ingenieur ervaring op bij Alfa Romeo en Ferrari, waar hij onder andere de Ferrari 250 GTO ontwierp. In 1961 verliet hij echter Ferrari om als onafhankelijk adviseur verder te werken. Zo ontwikkelde hij voor Lamborghini hun eerste V12 en in 1962 ontwierp hij voor Iso mee de Grifo. De wegen van Iso en Giotto Bizzarrini scheidden echter, maar Bizzarrini kreeg de rechten om de wagen verder te ontwikkelen en te verkopen onder eigen naam.
In 1963 stelde hij op de autosalon van Turijn de Bizzarrini Grifo voor met een 5358 cc Chevrolet Corvette V8. De naam van de wagen werd later veranderd naar 5300 GT Strada. In 1965 bouwde hij de Bizzarrini P538, een racewagen met een Lamborghini V12 motor. In 1966 werd nog een kleine GT wagen gebouwd onder de naam Bizzarrini Europa, maar in 1969 werd het bedrijf stopgezet vanwege financiële problemen.
De naam Bizzarrini zou echter nog terugkeren op enkele prototypes en conceptwagens. In 1972 stelde Giotto's zoon de Bizzarrini 1300 Barchetta voor, en in de jaren 1990 werd op basis van de Ferrari Testarossa een Bizzarrini BZ-2001 conceptwagen gebouwd door Giotto. Op de autosalon van Turijn 2000 werd met de lichte Bizzarrini Bebi nog maar eens een nieuwe conceptwagen voorgesteld. Een zekere Viti en Mariani kregen de rechten op de merknaam Bizzarrini en richtten op 30 april 2002 het bedrijf VGM Motors op om het merk nieuw leven in te blazen. Op de Autosalon van Genève 2005 stelden zij de Bizzarrini GTS 4.4 V voor, een nieuwe sportwagen met een 4 L V8 motor van 550 pk.
In 2020 kwam de merknaam Bizzarrini in handen van het Londense bedrijf Pegasus Brands. In 2022 werd de Bizzarrini 5300 GT Corsa Revival aangekondigd, een moderne kopie van de legendarische 5300 GT Strada uit de jaren zestig die in een oplage van 24 exemplaren gebouwd zal worden.